# Largo do Arouche
O Largo do Arouche é uma praça tradicional da região central da cidade de São Paulo, considerada patrimônio cultural da cidade. É considerado um polo de diversidade, uma vez que é ocupado por grupos sociais LGBTQIAP+ desde a década de 1940, ocupação que resistiu à ditadura militar na luta pelo direito à diversidade sexual e de gênero. Situa-se no distrito da República, próximo à estação República do metrô.
O local também é conhecido como Praça das Flores ou Mercado de Flores e abriga diversos floristas que se instalaram após a retirada das bancas existentes na Praça da República pelo prefeito Armando de Arruda Pereira por volta de 1914. Durante os anos 1900 a praça abrigou a "Feira Livre do Arouche", a segunda da cidade, criada no contexto da crise do abastecimento de produtos hortifrutigranjeiros e encerrada em 1954.
O nome atual remete ao tenente-general José Arouche de Toledo Rendon, reconhecido por ser o primeiro diretor da Faculdade de Direito de São Paulo e do Jardim Botânico. Durante a história, foi renomeada diversas vezes e já foi chamado de Largo do Ouvidor, Largo da Artilharia e Praça Alexandre Herculano.
A praça tornou-se nacionalmente conhecida em razão da sitcom Sai de Baixo, produzida pela TV Globo. A série, exibida entre 1996 e 2002, retratava situações humorísticas que tinham lugar em um edifício fictício localizado no Largo do Arouche.

## História
O Largo é composto pelas ruas Jaguaribe, Amaral Gurgel, a avenida Duque de Caxias e o término da rua do Arouche. Em seu lado oposto passa a avenida Vieira de Carvalho, dados que constam na planta genérica da cidade de São Paulo.
O nome da praça é uma homenagem ao tenente-general José Arouche de Toledo Rendon, dono do terreno desde a demarcação da Cidade Nova, marcos formados a partir da transposição do vale do rio Anhangabaú, regiões hoje conhecidas como Santa Cecília, Praça da República e Vale do Anhangabaú. Arouche era proprietário de boa parte da zona central da cidade de São Paulo, hoje conhecida como Vila Buarque, uma área que abrangia o atual Largo do Arouche e a Praça da República. Em 1881, a pedido do tenente, a Câmara de São Paulo cedeu à sua vontade de desterrar e aplainar a Praça então chamada de Legião para "disciplinar os milicianos por brigadas" e mudar seu nome para Praça dos Milicianos.
Desde então o espaço quadrangular entre as ruas Jaguaribe e do Arouche, considerado a parte baixa, recebeu muitos nomes (Tanque do Arouche, Praça da Alegria, Praça da Legião), até finalmente em 1865 receber o nome de Campo do Arouche, que perdurou até 1910, quando pela Lei nº 1.312 mudou para "Praça Alexandre Herculano". Três anos depois, o art. 2° da Lei Municipal nº 1.741 reverteu "Largo do Arouche" como o nome definitivo de toda praça. 
Em 1953 foi chamada "Mercado de Flores do Arouche" a partir de ato normativo exarado pela prefeitura municipal. A parte alta, antiga praça da Artilharia, logo mudou seu nome para Largo do Arouche, como até hoje é conhecida.

### Reduto LGBTQIA+
A Praça é conhecida principalmente por sua abertura à comunidade LGBTQIA+, abrangendo boates, lojas, centros de convivência e pontos de encontro para reuniões e eventos. De acordo com arquivos herdados dos antigos proprietários do bar Caneca de Prata, antes chamado Bar Pierrot, o Largo do Arouche começou a ser frequentado por executivos da cidade por volta dos anos 1940, que buscavam locais mais discretos para se relacionarem com homens. O bar é frequentado por pessoas LGBT+ e foi fundado em 1960, considerado por importantes veículos como símbolo da resistência em prol da diversidade.
Esses locais não eram apenas palco de festividades e diversão. Além do Caneca de Prata, havia a balada Freedom, dentre outros lugares da boemia que se tornaram redutos durante a ditadura. Quando eram realizadas batidas policiais, em que pessoas LGBT eram presas por serem quem eram, esses bares eram locais políticos, que acolhiam esses indivíduos e os acobertavam até a saída dos agentes policiais do local.
Na década de 1980 o Largo do Arouche foi palco de repressão à circulação de travestis que circulavam na região sob o argumento de "luta contra a AIDS". A ação, empreendida pela polícia, foi intitulada "Operação Tarântula", contexto em que um dos chefes da operação disse que a presença de travestis em São Paulo era indicativa do "fim do mundo".
Em 2015, no dia 28 de junho foram instaladas sete bandeiras em homenagem ao Dia do Orgulho LGBT, que vão continuar no local. Mais tarde, naquele ano, a Prefeitura de São Paulo, como parte das ações do Programa de Metas da Gestão, instalou o Centro de Cidadania LGBT na Rua do Arouche, que compõe a Praça.

### Revitalização

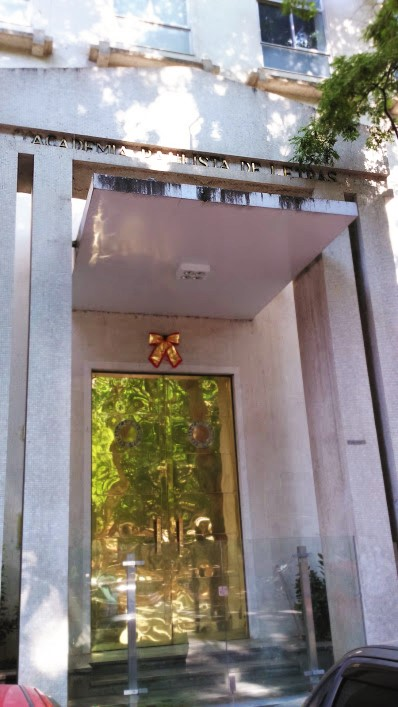
Sede da Academia Paulista de Letras.

Em maio de 2019 a Prefeitura de São Paulo iniciou obras de revitalização do Largo do Arouche. O novo projeto incluía a pavimentação e o nivelamento do piso, bem como a instalação de novos bancos, além de bebedouros e novos postes de iluminação. Estava prevista, também, a construção de quiosques e até de uma horta.
A mudança relevante preocupou o Ministério Público, que conseguiu paralisar a obra através do Poder Judiciário, apontando uma possível descaracterização do local. O projeto foi revisto e posteriormente as obras foram liberadas, ausentes os riscos de danos ambientais e urbanísticos. O Largo foi reaberto em março de 2020.

### Prédios históricos
O local abriga importantes esculturas de renomados artistas, tais como: A Menina e o Bezerro, obra do escultor carioca Luís Christophe, encomendada pelo prefeito Raimundo Duprat; Afonso d'Escragnolle Taunay, um dos maiores historiadores brasileiros, principalmente na história das bandeiras paulistas, uma obra concebida pela artista plástica Claude Dunin; "Amor Materno", escultura que traz uma cadela e seu filhote, em cena que costuma comover quem passa pelo largo, obra do francês Louis Eugéne Virion, adquirida na década de 1910.
As esculturas, que são parte do patrimônio histórico-cultural da Praça, passam por processos de intemperismo, natural das rochas mesmo nos monumentos históricos. Esse processo, somado a crescente poluição da atmosfera, principalmente em metrópoles como São Paulo, intensifica o processo de deterioração das esculturas.
A Academia Paulista de Letras tem sua sede no Largo do Arouche e homenageou o imortal Aureliano Leite, com um busto no largo inaugurado em 1979, dois anos após a morte do escritor, historiador e político. Obra do escultor Luís Morrone.

### Na cultura popular
O apartamento onde se passavam os episódios de Sai de Baixo ficava no largo do Arouche.

### Brechós
Além da resistência política e das festividades, o Largo também é reduto dos brechós, conhecidos por proporcionarem acesso à moda por preços mais baixos que as grandes lojas, reduzindo, ainda, o consumo de fast-fashion.